# Jim Magilton
James "Jim" Magilton (Belfast, 6 de maio de 1969) é um ex-futebolista e treinador de futebol norte-irlandês que jogava como meio-campista. Atualmente é diretor de futebol da Associação Norte-Irlandesa de Futebol.

## Carreira
Começou em 1986, nas categorias de base do Liverpool, clube onde ficou até 1990. A única vez que Magilton foi relacionado para uma partida oficial como jogador dos Reds foi na Supercopa da Inglaterra de 1990, contra o Manchester United, porém não entrou em campo. Foi para o Oxford United ainda em 1990, onde se destacou até 1994, com 150 partidas e 34 gols. Também teve boa passagem pelo Southampton, entre 1994 e 1997 (130 jogos e 13 gols).
Já veterano, defenderia também o Sheffield Wednesday e o Ipswich Town, jogando por empréstimo em 1999. Seu bom desempenho em curto espaço de tempo foi suficiente para os Tractor Boys oferecerem um contrato definitivo a Magilton, que aceitou e ficou até 2006. Nesse mesmo ano, Jim acumulou as funções de jogador e treinador do Ipswich após a demissão de Joe Royle, encerrando a carreira dentro de campo e dedicando-se apenas ao banco de reservas.

## Demissão estranha no QPR
Magilton, após três anos nos Tractor Boys, deixou o clube, mas não ficou muito tempo desempregado: o Queens Park Rangers, então presidido pelo polêmico ex-chefe de equipe Flavio Briatore, o contratou para o lugar do português Paulo Sousa, demitido em abril.
Entretanto, em 9 de dezembro, a diretoria do QPR afastaria Magilton por causa de uma briga com o húngaro Ákos Buzsáky, depois de uma partida contra o Watford. O treinador negou que teria agredido o meio-campista. Em 16 de dezembro, Jim rescinde seu contrato com o QPR em acordo mútuo. Para seu lugar, foi contratado Paul Hart, ex-treinador do Portsmouth.
Trabalhou ainda como auxiliar-técnico no Shamrock Rovers, no Melbourne Victory e também na seleção Sub-21 da Irlanda do Norte, esta já em paralelo com o cargo de diretor de futebol da IFA, exercido por ele desde 2013.

## Carreira na Seleção
Magilton estreou na Seleção Norte-Irlandesa em 1990, realizando no total 52 partidas e fazendo 5 gols. Não disputou nenhuma competição oficial pela equipe - na Eurocopa, o mais próximo que chegou perto da classificação foi na edição de 1996, quando a Irlanda do Norte ficou a 6 pontos da vaga no grupo 6 (empatada com a vizinha Irlanda, mas perdendo no saldo de gols); também não conseguiu jogar uma Copa do Mundo em sua carreira internacional, encerrada em 2002.